# Hannover
Hannover o Hanóver  (pronunciado /haˈnoːfɐ/ⓘ) es una ciudad alemana, capital del estado federado de Baja Sajonia y de la Región de Hannover.
Con una población de 535 932 habitantes en 2021 es la mayor ciudad del estado, la cuarta del norte de Alemania tras Berlín, Hamburgo y Bremen así como la decimotercera del país. Su área urbana comprende las vecinas localidades de Garbsen, Langenhagen y Laatzen con las que forma un continuo urbano de 791 000 habitantes (2018). El área metropolitana de la región de Hanóver cuenta en conjunto con 1 160 000 habitantes.

## Historia

### Edad Media
Hannover fue fundada en época medieval en la orilla oriental del río Leine. Su nombre original Honovere puede significar "alta orilla (del río)", aunque esto es objeto de debate (cf. das Hohe Ufer). Hannover era un pequeño pueblo de capitanes de transbordador y pescadores que se convirtió en una ciudad relativamente grande en el siglo XIII debido a su posición en un cruce de caminos natural. Como el viaje por tierra era relativamente difícil, su posición en las regiones navegables del río le ayudaron a crecer incrementando el comercio. Se relacionó con la ciudad hanseática de Bremen por el Leine, y estaba situada cerca del borde meridional de la amplia llanura del norte de Alemania y noroeste de los montes del Harz, de manera que el tráfico este-oeste como trenes de mulas pasaban por él. Hannover fue así una puerta de entrada a los valles de los ríos Rin, Ruhr y Sarre, sus zonas industriales donde crecieron hacia el sudoeste y las regiones de llanuras al este y el norte, pues el tráfico interior bordeando el Harz entre los Países Bajos y Sajonia o Turingia.
En el siglo XIV se construyeron las principales iglesias de Hannover, así como una muralla defensiva con tres puertas. El comienzo de la industrialización de Alemania llevó a comerciar en hierro y plata de los montes Harz septentrionales, lo que incrementó la importancia de la ciudad.

### Edad Moderna

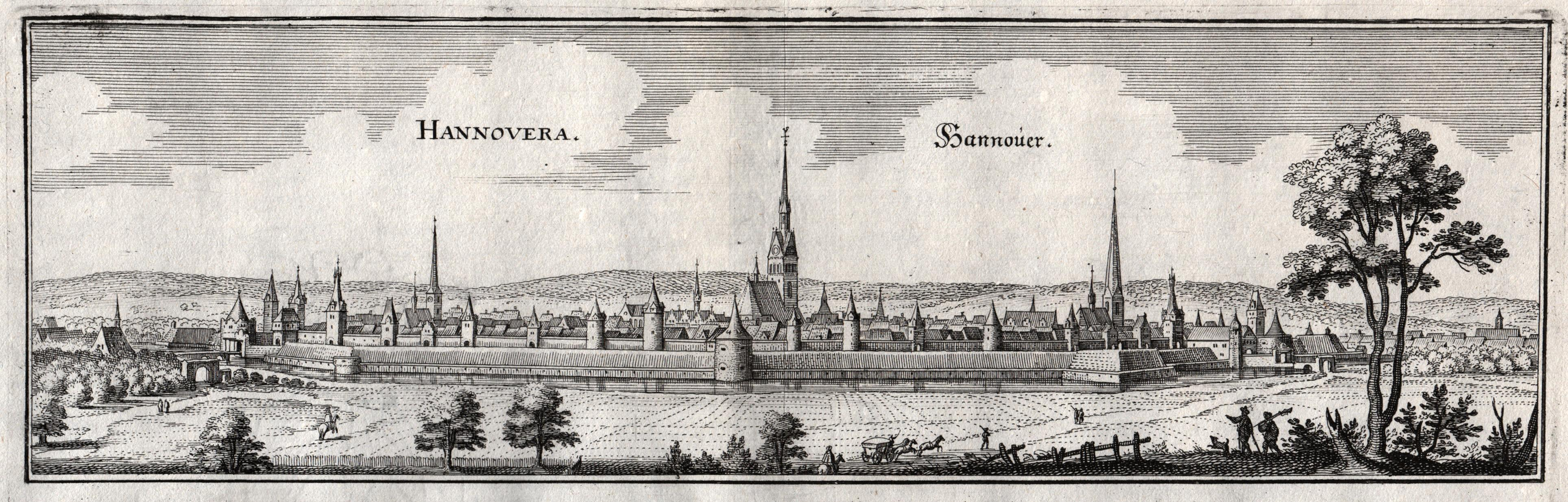
Ilustración de Hannover por Matthäus Merian (1641)

En 1636 Jorge de Brunswick-Luneburgo, gobernante de Brunswick-Luneburgo principado de Calenberg, trasladó su residencia a Hannover. Los duques de Brunswick-Luneburgo fueron elevados por el Sacro Imperio Romano Germánico al rango de príncipe elector en 1692, y esta elevación fue confirmada por la dieta imperial en 1708. Así, el principado fue elevado a Electorado de Brunswick-Luneburgo, coloquialmente conocido como el Electorado de Hannover por la capital de Calenberg (véase también: casa de Hannover). Sus electores más tarde se convertirían en monarcas de Gran Bretaña (y desde 1801, del Reino Unido de Gran Bretaña e Irlanda). El primero de ellos fue Jorge I Luis, quien accedió al trono británico en 1714. El último monarca británico que gobernó en Hannover fue Guillermo IV. La Ley semisálica, que requería sucesión por la línea masculina si era posible, prohibía el ascenso de la reina Victoria en Hannover. Como descendiente por vía masculina de Jorge I, la reina Victoria era ella misma un miembro de la casa de Hannover. Sus descendientes, sin embargo, llevaban el nombre titular de Sajonia-Coburgo-Gotha. Tres reyes de Gran Bretaña, o el Reino Unido, fueron al mismo tiempo también Príncipes electores de Hannover.
En la época de la unión personal de las coronas del Reino Unido y Hannover (1714-1837), los monarcas raramente visitaron la ciudad. De hecho, durante los reinados de los tres últimos gobernantes conjuntos (1760-1837), hubo solo una breve visita, por Jorge IV en 1821. Desde 1816 a 1837 el virrey Adolfo representó al monarca en Hannover.
En el siglo XVIII, Hannover toma parte en la guerra de los Siete Años del lado de la Prusia de Federico II el Grande. La batalla de Hastenbeck se combatió cerca de la ciudad el 26 de julio de 1757. El ejército francés derrotó al Ejército de observación hannoveriano, lo que llevó a la ocupación de la ciudad como parte de la Invasión de Hannover. Fue tomado de nuevo por fuerzas anglo-alemanas lideradas por Fernando de Brunswick al año siguiente.

### Edad Contemporánea

#### SigloXIX

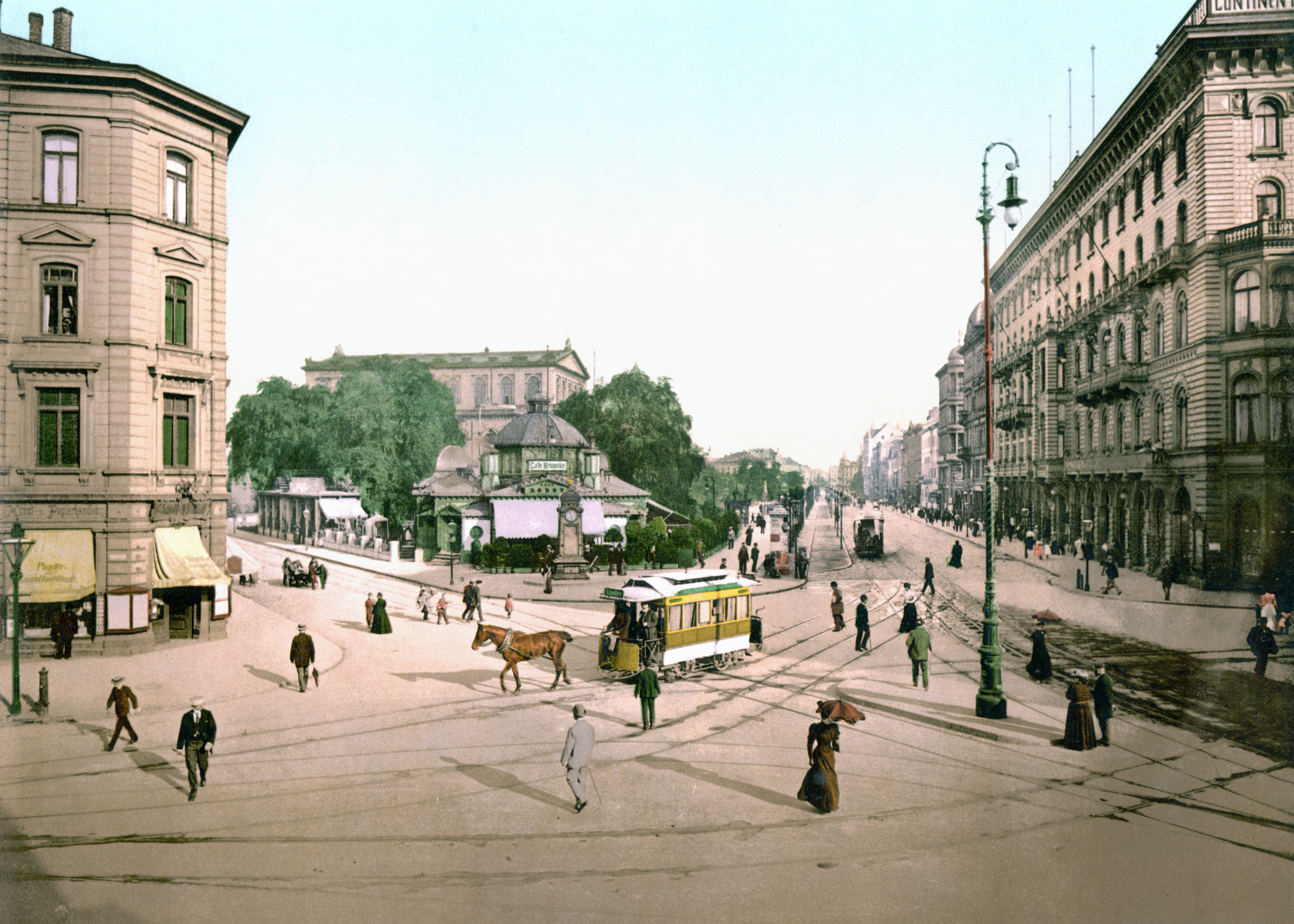
Am Kröpcke, 1895

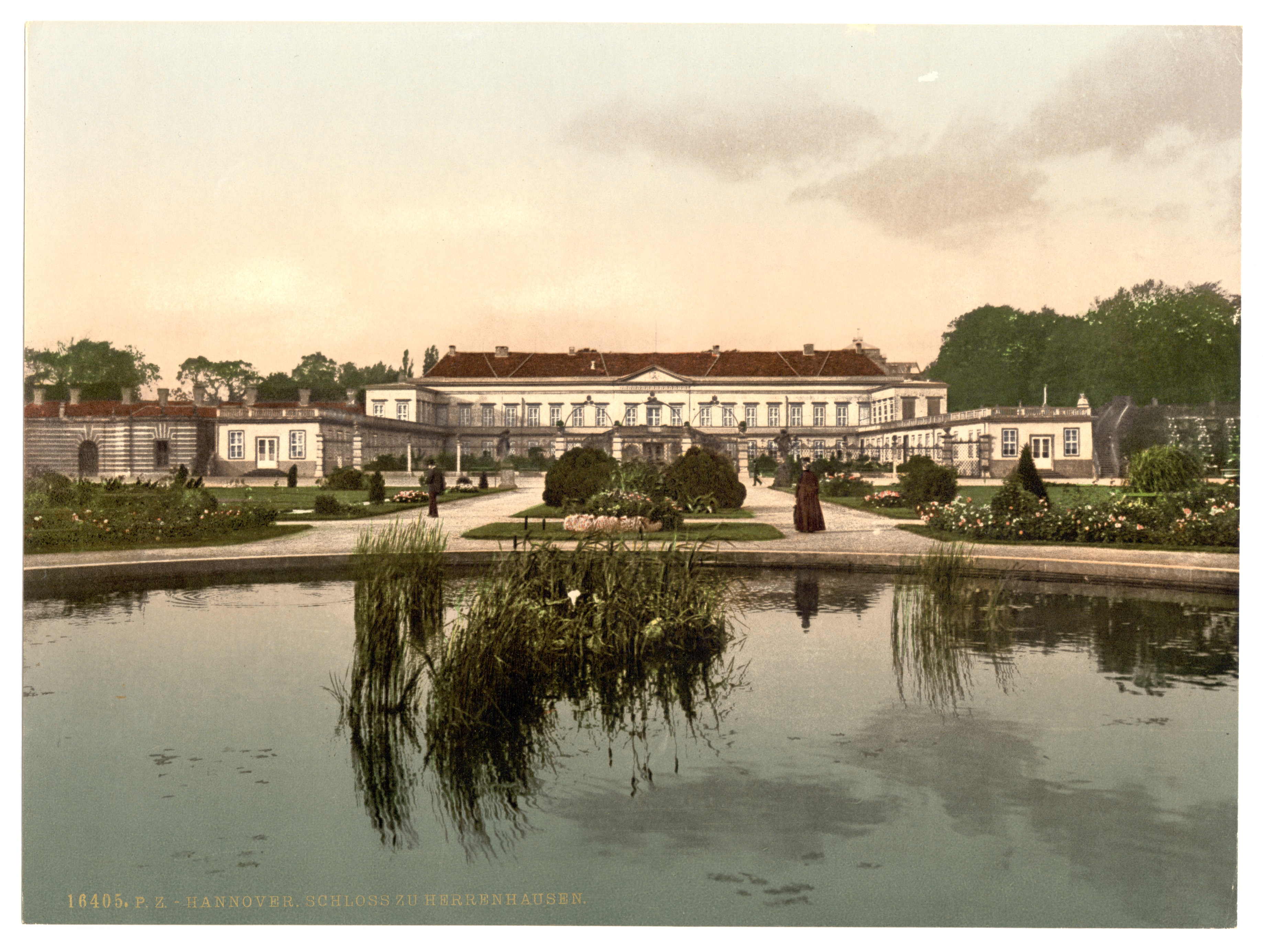
Schloss Herrenhausen (1895)

Después de que Napoleón impusiera la Convención de Artlenburg (Convención del Elba) el 5 de julio de 1803, alrededor de 35 000 soldados franceses ocuparon Hannover. La Convención también exigía que se deshiciera el ejército de Hannover. Sin embargo, Jorge III no reconoció la Convención del Elba. Esto dio como resultado que un gran número de soldados de Hannover finalmente emigraron a Gran Bretaña, donde se formó la King's German Legion. Era solo tropas de Hannover y Brunswick que consistentemente se opusieron a Francia a través de todas las guerras napoleónicas. La legión más tarde tuvo un papel importante en la batalla de Waterloo en 1815. El Congreso de Viena en 1815 elevó el electorado al Reino de Hannover. La ciudad capital de Hannover se amplió a la orilla occidental del Leine y desde entonces ha crecido considerablemente.
En 1837, la unión personal del Reino Unido y Hannover acabó porque el heredero de Guillermo IV en el Reino Unido era femenino (la reina Victoria). Hannover solo podía heredarse por vía masculina. Así, Hannover pasó al hermano de Guillermo IV, Ernesto Augusto, y siguió siendo un reino hasta 1866, cuando fue anexionado por Prusia durante la guerra austro-prusiana. A pesar de que se esperaba que Hannover derrotara a Prusia en la batalla de Langensalza, Prusia empleó el orden de batalla Kesselschlacht de Moltke el Viejo en lugar de eso, para destruir el ejército hannoveriano. La ciudad de Hannover se convirtió en la capital de la provincia de Hannover prusiana. Después de la anexión, la gente de Hannover generalmente se opuso al gobierno prusiano.
Para la industria de Hannover, sin embargo, la nueva conexión con Prusia significó una mejora en el negocio. La introducción del comercio libre promocionó el crecimiento económico, y lideró la recuperación del Gründerzeit (la era de los fundadores). Entre 1879 y 1902 la población de Hannover creció desde 87.600 hasta 313.940. [cita requerida]
En 1842 se inauguró el primer tranvía de tracción animal, y desde 1893 se instaló un tranvía eléctrico. En 1887, Emile Berliner de Hannover inventó la grabación y el gramófono.

#### República de Weimar
En 1920 se incorporan a Hannover la ciudad de Linden con los barrios de Linden Nuevo y Viejo, Limmer, Davenstedt, Badenstedt, Bornum y Ricklingen, creciendo la población de 80.000 a 400.000 habitantes. En 1928 también se unieron el castillo y los Herrenhauser Garten, Leinhausen y Marienweder. En 1937 hicieron lo mismo partes de Bemerode y Laatzen.
Desde 1918 el burgomaestre de la ciudad es el Oberbürgermeister ('alcalde') y no el Stadtdirektor ('administrador de la ciudad'). El primer alcalde fue el socialdemócrata Robert Leinert, sustituido en 1925 por el conservador Arthur Menge, que se mantuvo en el puesto hasta 1937. Gracias a sus medidas de creación de empleo, se pudo construir el Maschsee y el Hermann-Löns-Park, parque de 86 ha al sureste de la ciudad. En el aspecto cultural, Hannover fue una referencia en los años 20 con la fundación del grupo Vorort der Moderne por parte de Kurt Schwitters. Dirigió la revista dadá Merz y el grupo die abstrakten Hannover.
En 1921 se construye en la fábrica de HAWA el HAWA Vampyr, el primer planeador del mundo para todos los tipos de aire. En 1924 Hanomag fabrica el Kommissbrot, primer coche producido en serie de Europa. El Schienenzeppelin, vehículo ferroviario de alta velocidad impulsado por una hélice, se construye en 1930.

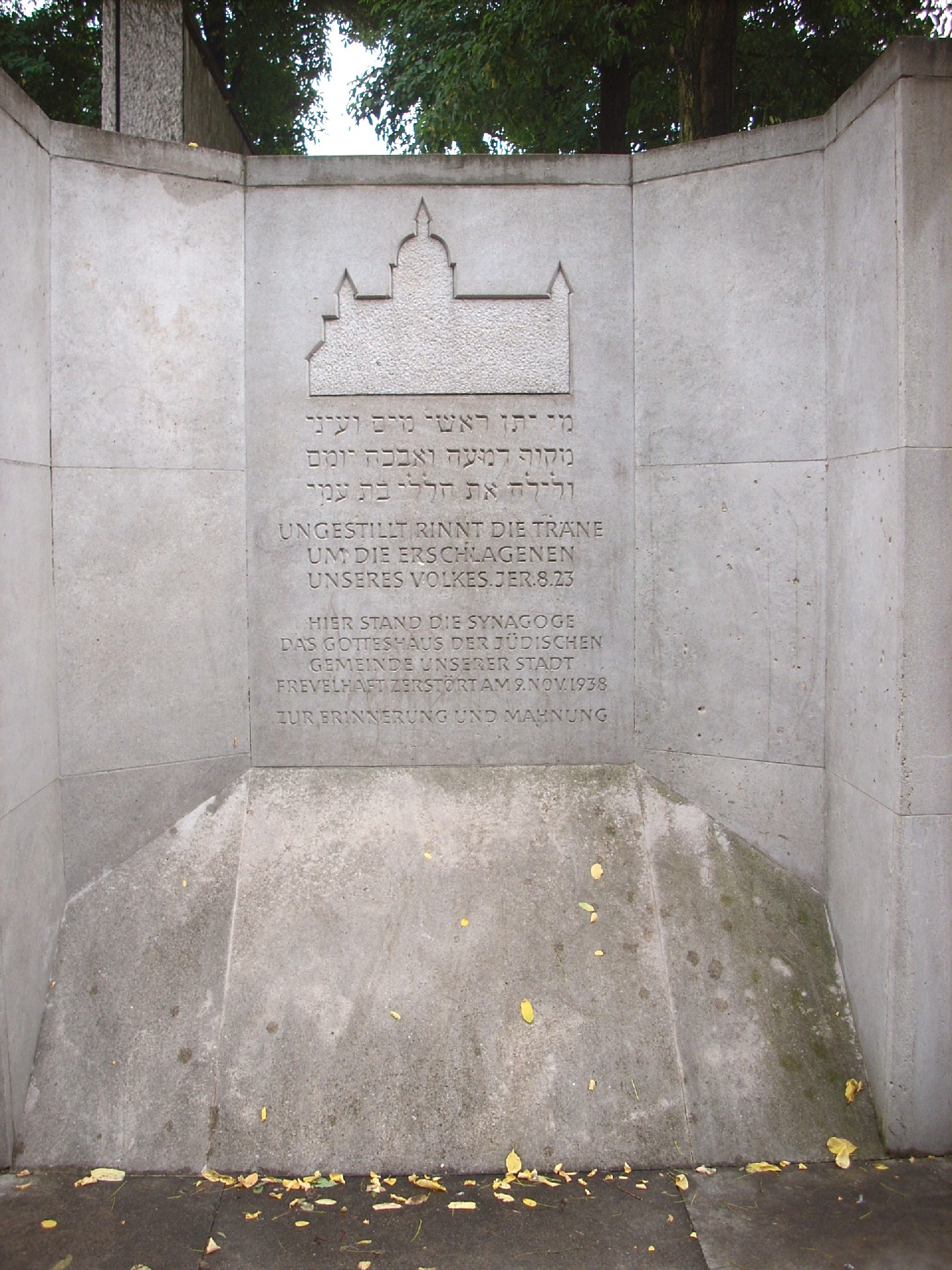
Memorial en recuerdo de la sinagoga de Calenberger Neustadt, destruida en 1938

#### La Alemania nazi
A partir de 1937 el alcalde y los comisionados del estado de Hannover eran miembros del NSDAP (Partido nazi). Entonces había una gran población judía en Hannover. 484 judíos de Hannover de origen polaco fueron expulsados a Polonia, incluyendo a la familia Grynszpan a finales de octubre de 1938. Sin embargo, Polonia rechazó aceptarlos, dejándolos abandonados en la frontera con miles de otros deportados judío-polacos, alimentados solo intermitentemente por la Cruz Roja polaca y organizaciones de beneficencia judía. El segundo hijo de esta familia, Herschel Grynszpan, se encontraba en París cuando se enteró de la expulsión de su familia. Fue a la embajada de Alemania y disparó al diplomático alemán Ernst Eduard vom Rath, que murió poco después.
Los nazis tomaron esta acción como pretexto para un pogromo por todo el país, conocido como la «Noche de los cristales rotos». Alcanzó Hannover el 9 de noviembre de 1938, cuando la sinagoga de Calenberger Neustadt, diseñada en 1870 por Edwin Oppler en estilo neorromántico, fue incendiada por los nazis.
En septiembre de 1941, a través del plan de "Action Lauterbacher", se empezaron a crear guetos para el resto de las familias judías de Hannover. Incluso antes de la Conferencia de Wannsee, el 15 de diciembre de 1941 los primeros judíos eran deportados a Riga. Un total de 2400 personas fueron deportadas, y muy pocas sobrevivieron. Durante la guerra se construyeron siete campos de concentración en Hannover, en los que se confinó a muchos judíos. De los aproximadamente 4800 judíos que vivían en Hannover en 1938, no quedaban más de 100 a la llegada de las tropas estadounidenses, el 10 de abril de 1945, para ocupar Hannover a finales de la guerra.[cita requerida] Hoy, un monumento en la plaza de la Ópera de Hannover recuerda la persecución de los judíos en Hannover.
Después de la guerra un gran grupo de judíos ortodoxos supervivientes del cercano campo de concentración de Bergen-Belsen se asentaron en Hannover.

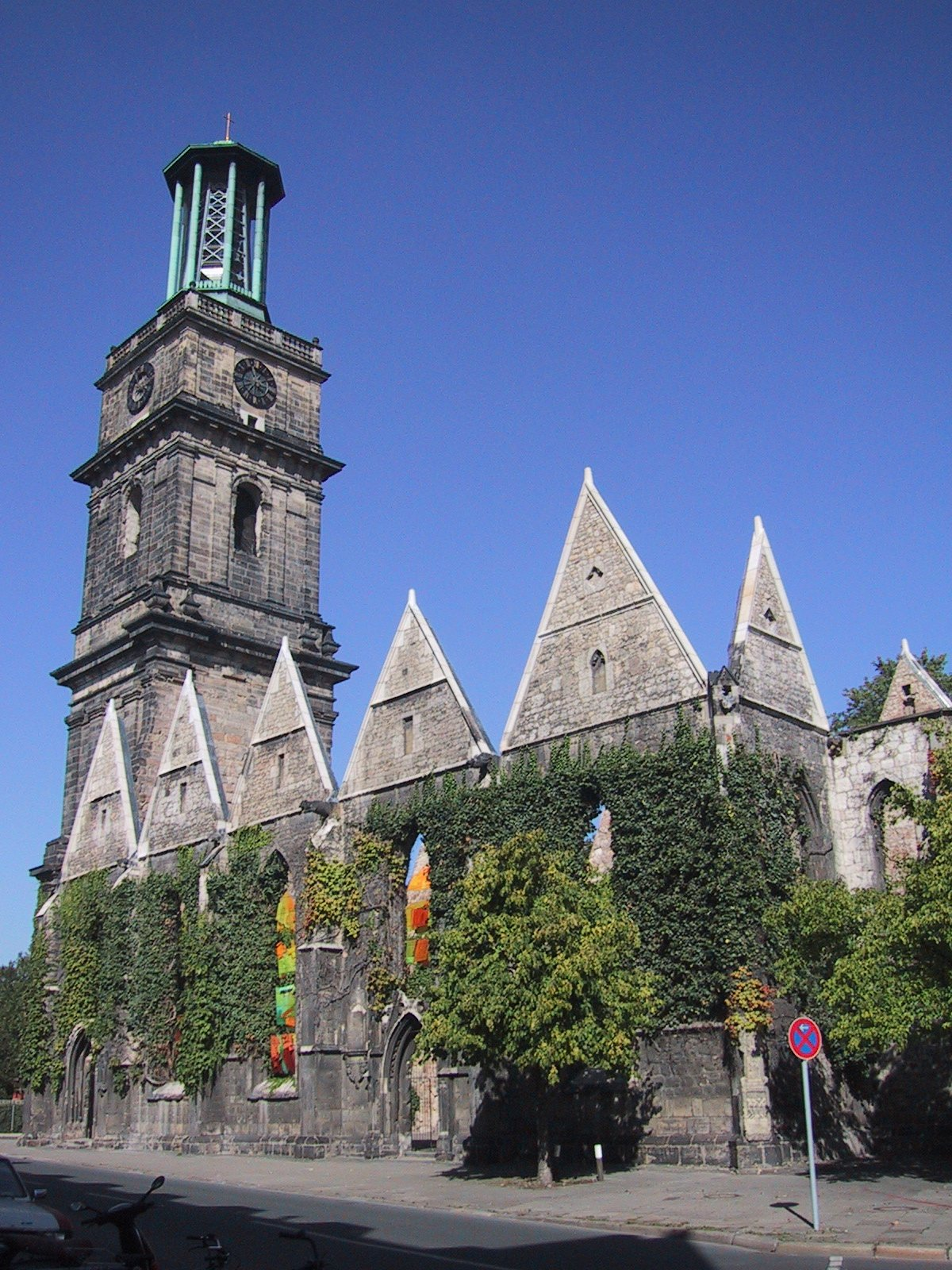
La Aegidienkirche no fue reconstruida y sus ruinas se mantuvieron como un memorial a la Segunda Guerra Mundial.

Además de un campo para gitanos, alrededor de Hannover existían varios campos de concentración con miles de reclusos en condiciones inhumanas. Cuatro días antes de la liberación de Hannover, 150 reclusos fueron fusilados. Durante la guerra alrededor de 60.000 desplazados hicieron trabajos forzosos en 500 campos de concentración, principalmente en la industria de defensa.

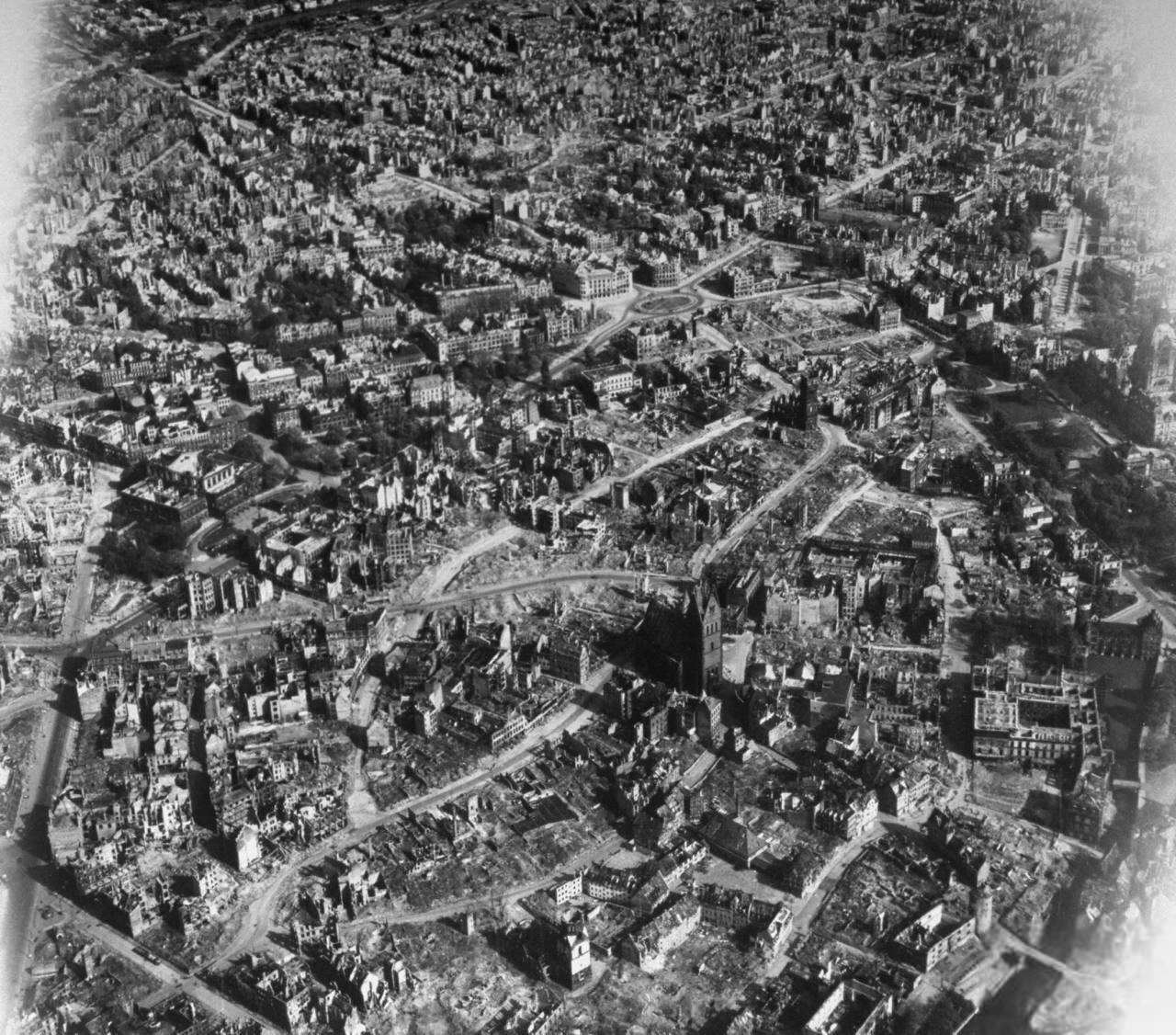
Hannover en 1945, después de ser bombardeada durante la Segunda Guerra Mundial. Foto de Margaret Bourke-White

El arquitecto de la ciudad Karl Elkart organizó las deportaciones de judíos y la arianización del arte y la cultura. En el campo de concentración de Ahlem se levantó en 1987 un monumento en el recinto de la antigua Escuela Judía de Horticultura.

#### La Segunda Guerra Mundial

Mapa de Hannover durante la Segunda Guerra Mundial en 1943

Durante la Segunda Guerra Mundial Hannover fue un importante centro de transporte y de fabricación de armamento, por lo que a partir de 1940 fue blanco de los bombardeos aliados, incluyendo la Campaña del petróleo. Entre los objetivos estuvieron la AFA (Stöcken), la refinería de Deurag-Nerag (Misburg), las plantas Continental (Vahrenwald y Limmer), la fábrica de metalistería ligera (VLW) en Ricklingen y Laatzen (hoy feria de Hannover), la planta de goma Hannover/Limmer, la empresa Hanomag (Linden) y la fábrica de tanques M.N.H. Maschinenfabrik Niedersachsen (Badenstedt). Trabajadores forzados fueron a veces usados para el subcampo de Hannover-Misburg del campo de concentración de Neuengamme. Áreas residenciales fueron también objetivos, y más de 6000 civiles fueron muertos por los bombardeos aliados. Más del 90% del centro de la ciudad fue destruido en un total de 88 ataques. Después de la guerra, la Aegidienkirche no fue reconstruida y sus ruinas se dejaron como memorial de guerra.
El avance aliado sobre el terreno hacia el interior de Alemania llegó a Hannover en abril de 1945. La 84.ª división de infantería tomó la ciudad el 10 de abril de 1945.

#### Reconstrucción y desarrollo hasta el presente
Hannover estaba en la zona de ocupación británica, y fue parte del nuevo estado (Land) de Baja Sajonia en 1946. Tras ello, el pueblo elige un nuevo Consejo, que designa a un alcalde. Entre 1972 y 2006 ocupó el puesto la misma persona, Herbert Schmalstieg.
La reconstrucción de la ciudad se llevó a cabo bajo la dirección de Rudolf Hillebrecht, arquitecto municipal. La nueva ciudad se basó en el modelo Autogerechte Stadt, orientado por completo al coche. La ciudad está circunvalada por calles de varios carriles (Lavesallee, Leibnizufer, Hamburger Allee y Berliner Allee) unidas por rotondas. Gran parte del tráfico que atravesaba la ciudad ha sido desviado hacia vías rápidas. La vía de Messe atravesó por el medio el parque de Eilenriede. El entramado histórico urbano de la ciudad se mantiene a grandes rasgos. La malla de calles solo traza las líneas principales de las calles históricas.
Una de las características de Hannover es la aparición de zonas urbanas alejadas de la estructura histórica, lo que le valió reconocimiento a nivel nacional. Más tarde se revisaron los valores urbanos de la reconstrucción, tomando como modelo los barrios del siglo XIX y no el desarrollo urbano moderno, orientado al coche como en las ciudades de Estados Unidos. Las pérdidas causadas por la guerra lleva a muchos habitantes de Hannover a pedir que se reconstruyan los edificios históricos tal y como estaban antes de la guerra. Por ello, se decide la reconstrucción de la antigua residencia de verano de los Welfen en Herrenhauser Garten.
En 1947 Rudolf Augstein funda la revista Der Spiegel y un año más tarde Henri Nannen hace lo mismo con la revista Stern. Ambos periódicos importantes se trasladaron poco después a Hamburgo. Durante 1951 se celebra el primer Bundesgartenschau (Feria Nacional de Jardinería).

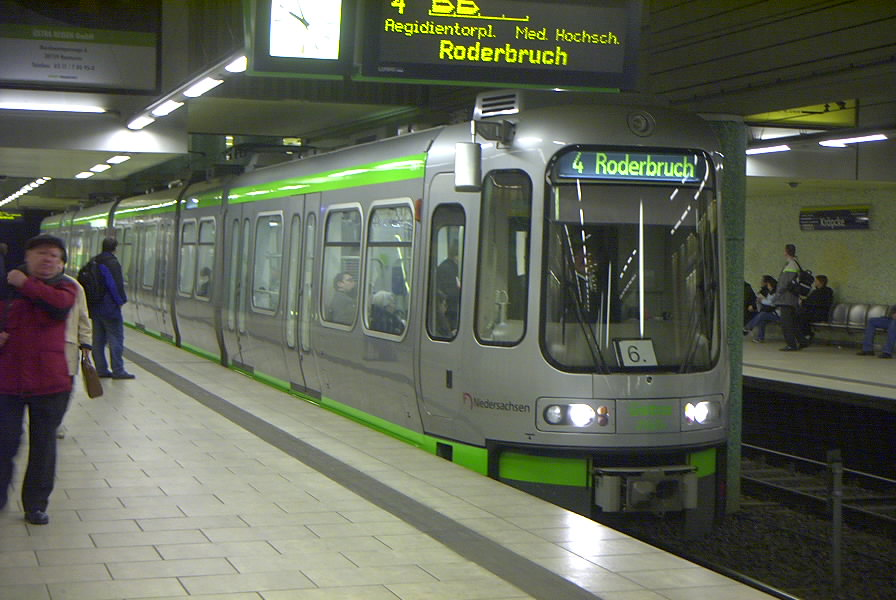
Ferrocarril urbano de Hannover

El 23 de junio de 1965 el Consejo de la ciudad decide construir una red de metro. En el centro de la ciudad se realiza una red de túneles que conectarán con la red de tranvías. Las obras comenzaron el 16 de noviembre de 1965 en Waterlooplatz. La red se siguió construyendo a lo largo de los años, hasta 1993. Al finalizar las obras se peatonalizaron grandes zonas, como el centro de la ciudad y la Lister Meile.

En el 2000 se celebró en la ciudad la Expo 2000, la primera Exposición Internacional que se celebraba en Alemania. El tema fue «Hombre, naturaleza y tecnología — Origen de un nuevo mundo». Se esperaban 40 millones de visitantes, aunque sólo se llegó a 18 millones, por lo que el balance general fue negativo.
En 2001 la administración de la ciudad de Hannover ha sido unificado con el antiguo distrito de Hannover. Juntos, forman parte de la Región de Hannover.
Hoy Hannover es Ciudad vicepresidente de Alcaldes por la Paz, una organización internacional de alcaldes que moviliza ciudades y ciudadanos por todo el mundo para abolir y eliminar armas nucleares para el año 2020.
Además, Hannover se ha convertido en un importante centro industrial y de servicios. Las empresas de servicios incluyen una serie de bancos, proveedores de servicios financieros y compañías de seguros como Norddeutsche Landesbank, Sparkasse, Hannover Rück, Talanx y VHV. Las principales empresas industriales incluyen Continental AG, Volkswagen Commercial Vehicles, Komatsu Limited y Wabco.

## Clima
| Parámetros climáticos promedio de Hannover (normales 1981–2010, extremos 1936–2022) | Parámetros climáticos promedio de Hannover (normales 1981–2010, extremos 1936–2022) | Parámetros climáticos promedio de Hannover (normales 1981–2010, extremos 1936–2022) | Parámetros climáticos promedio de Hannover (normales 1981–2010, extremos 1936–2022) | Parámetros climáticos promedio de Hannover (normales 1981–2010, extremos 1936–2022) | Parámetros climáticos promedio de Hannover (normales 1981–2010, extremos 1936–2022) | Parámetros climáticos promedio de Hannover (normales 1981–2010, extremos 1936–2022) | Parámetros climáticos promedio de Hannover (normales 1981–2010, extremos 1936–2022) | Parámetros climáticos promedio de Hannover (normales 1981–2010, extremos 1936–2022) | Parámetros climáticos promedio de Hannover (normales 1981–2010, extremos 1936–2022) | Parámetros climáticos promedio de Hannover (normales 1981–2010, extremos 1936–2022) | Parámetros climáticos promedio de Hannover (normales 1981–2010, extremos 1936–2022) | Parámetros climáticos promedio de Hannover (normales 1981–2010, extremos 1936–2022) | Parámetros climáticos promedio de Hannover (normales 1981–2010, extremos 1936–2022) |
| Mes                                                                                 | Ene.                                                                                | Feb.                                                                                | Mar.                                                                                | Abr.                                                                                | May.                                                                                | Jun.                                                                                | Jul.                                                                                | Ago.                                                                                | Sep.                                                                                | Oct.                                                                                | Nov.                                                                                | Dic.                                                                                | Anual                                                                               |
| ----------------------------------------------------------------------------------- | ----------------------------------------------------------------------------------- | ----------------------------------------------------------------------------------- | ----------------------------------------------------------------------------------- | ----------------------------------------------------------------------------------- | ----------------------------------------------------------------------------------- | ----------------------------------------------------------------------------------- | ----------------------------------------------------------------------------------- | ----------------------------------------------------------------------------------- | ----------------------------------------------------------------------------------- | ----------------------------------------------------------------------------------- | ----------------------------------------------------------------------------------- | ----------------------------------------------------------------------------------- | ----------------------------------------------------------------------------------- |
| Temp. máx. abs. (°C)                                                                | 17.0                                                                                | 19.1                                                                                | 24.4                                                                                | 29.7                                                                                | 32.2                                                                                | 35.7                                                                                | 39.2                                                                                | 38.1                                                                                | 33.0                                                                                | 27.4                                                                                | 20.7                                                                                | 17.0                                                                                | 39.2                                                                                |
| Temp. máx. media (°C)                                                               | 4.0                                                                                 | 4.9                                                                                 | 8.9                                                                                 | 13.9                                                                                | 18.5                                                                                | 20.9                                                                                | 23.5                                                                                | 23.2                                                                                | 18.9                                                                                | 13.7                                                                                | 8.1                                                                                 | 4.5                                                                                 | 13.6                                                                                |
| Temp. media (°C)                                                                    | 1.6                                                                                 | 1.9                                                                                 | 5.0                                                                                 | 8.9                                                                                 | 13.4                                                                                | 16.0                                                                                | 18.4                                                                                | 17.9                                                                                | 14.2                                                                                | 9.9                                                                                 | 5.5                                                                                 | 2.3                                                                                 | 9.6                                                                                 |
| Temp. mín. media (°C)                                                               | −1.1                                                                                | −1.1                                                                                | 1.2                                                                                 | 3.8                                                                                 | 7.8                                                                                 | 10.8                                                                                | 13.1                                                                                | 12.9                                                                                | 9.9                                                                                 | 6.4                                                                                 | 2.8                                                                                 | −0.2                                                                                | 5.5                                                                                 |
| Temp. mín. abs. (°C)                                                                | −24.8                                                                               | −24.3                                                                               | −18.3                                                                               | −7.4                                                                                | −3.2                                                                                | 0.3                                                                                 | 3.3                                                                                 | 3.3                                                                                 | −1.3                                                                                | −7.9                                                                                | −17.1                                                                               | −20.9                                                                               | −24.8                                                                               |
| Precipitación total (mm)                                                            | 55.9                                                                                | 41.1                                                                                | 54.8                                                                                | 39.6                                                                                | 56.1                                                                                | 59.2                                                                                | 61.0                                                                                | 68.7                                                                                | 57.2                                                                                | 52.8                                                                                | 54.7                                                                                | 60.2                                                                                | 661.3                                                                               |
| Horas de sol                                                                        | 50.0                                                                                | 71.4                                                                                | 108.1                                                                               | 166.2                                                                               | 216.4                                                                               | 204.5                                                                               | 213.4                                                                               | 199.5                                                                               | 144.4                                                                               | 107.2                                                                               | 52.7                                                                                | 38.9                                                                                | 1566.0                                                                              |
| Fuente: DWD                                                                         |                                                                                     |                                                                                     |                                                                                     |                                                                                     |                                                                                     |                                                                                     |                                                                                     |                                                                                     |                                                                                     |                                                                                     |                                                                                     |                                                                                     |                                                                                     |

## Organización político-administrativa

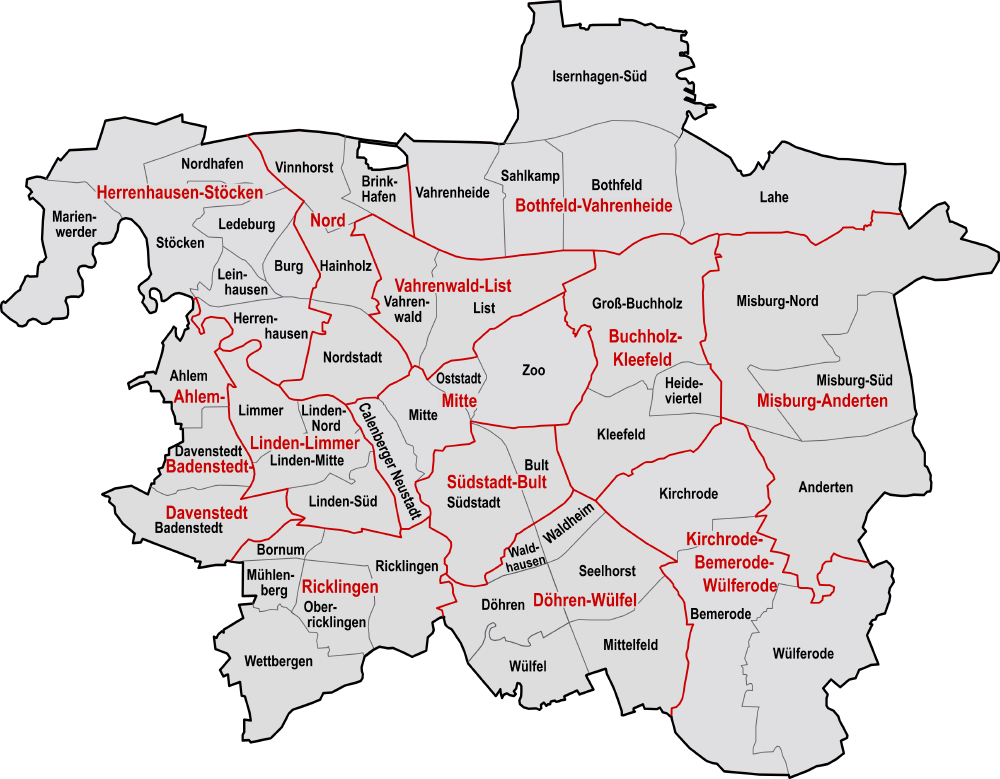

La ciudad de Hannover está dividida administrativamente en 13 distritos y estos, a su vez, en 51 barrios. Los 13 distritos de Hanóver son:
1. Mitte
2. Vahrenwald-List
3. Bothfeld-Vahrenheide
4. Buchholz-Kleefeld
5. Misburg-Anderten
6. Kirchrode-Bemerode-Wülferode
7. Südstadt-Bult
8. Döhren-Wülfel
9. Ricklingen
10. Linden-Limmer
11. Ahlem-Badenstedt-Davenstedt
12. Herrenhausen-Stöcken
13. Nord

## Educación
|  | Universidad             | Fundación | Acrónimo | Tipo                |
|  | ----------------------- | --------- | -------- | ------------------- |
|  | Universidad de Hannover | 1831      | LUH      | Universidad pública |

## Orientación y lugares de interés

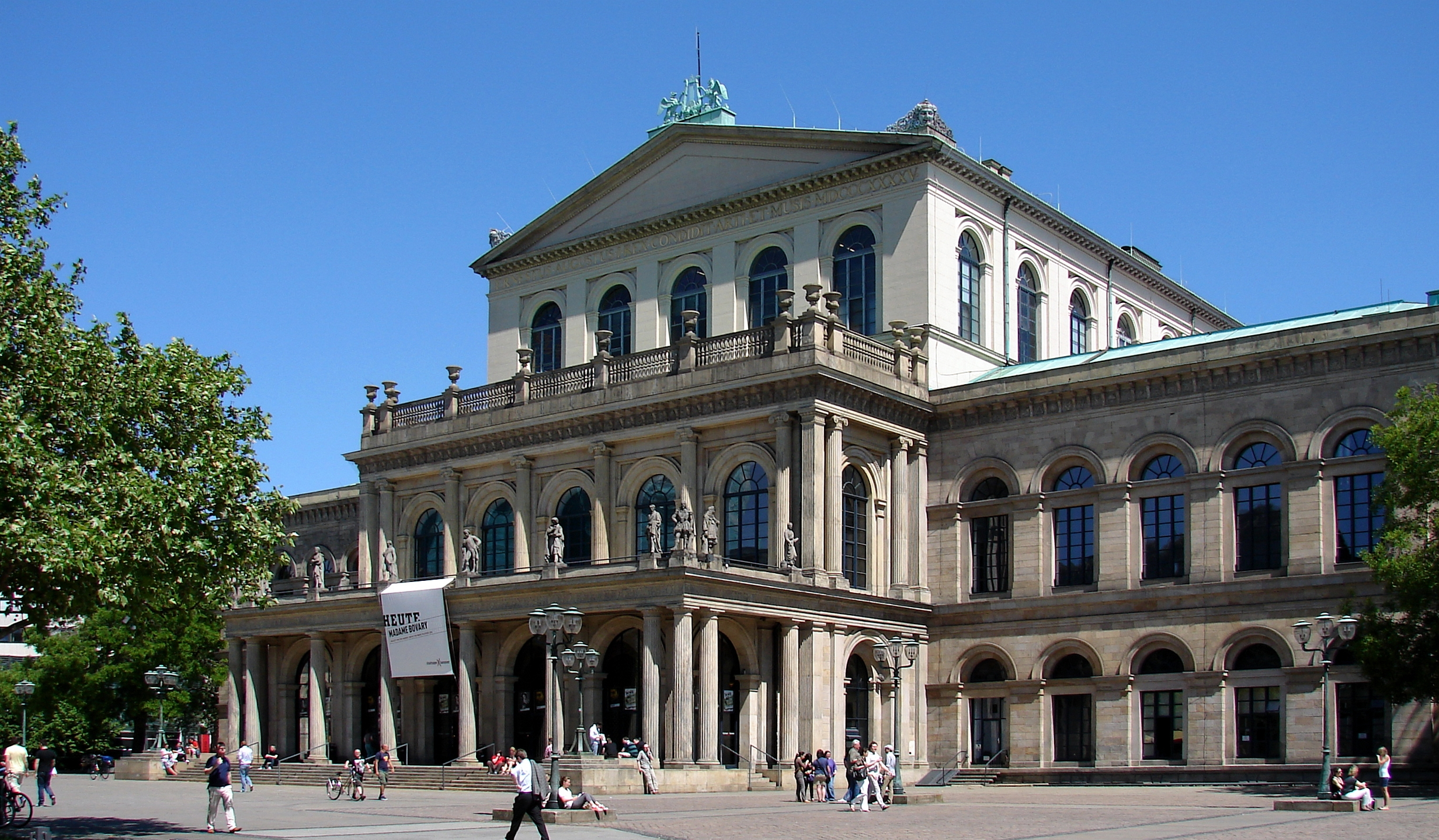
Palacio de la Ópera

La ciudad de Hannover, conocida por las grandes ferias como la CeBIT, se encuentra a la orilla del río Leine. El centro de la ciudad (Stadtmitte) cuenta con la Estación Central Ferroviaria (Hauptbahnhof) que además de dar servicio de trenes para las principales ciudades y alrededores, cuenta con restaurantes y tiendas que abren todos los días de la semana. Una gran zona comercial peatonal se prolonga desde la estación de trenes hacia el sur, siendo la estación de metro Kröpcke su epicentro. A pocas manzanas al suroeste se encuentra el casco antiguo de la ciudad (Altstadt), donde se pueden ver edificios antiguos en la Kramergasse, el imponente Antiguo Ayuntamiento (Altes Rathaus) construido en el siglo XV y la iglesia del mercado Marktkirche, construida entre 1349 y 1359, en ladrillo y estilo gótico. Siguiendo hacia el sur, se llega al Nuevo Ayuntamiento (vista panorámica desde la torre) y poco después, el Maschsee, un lago artificial que es popular destino de excursión y lugar de fiesta en verano. Un recorrido autoguiado, conocido como la «Línea Roja», permite visitar los lugares más destacados del centro; más información en el centro de información turística situado enfrente de la estación de trenes.
Saliendo de la estación de trenes en dirección norte, se llega rápidamente a la Lister Meile, una atractiva zona comercial de algo más de kilómetro y medio de longitud que pasa por uno de los barrios más bellos de la ciudad: List.
Hannover también es una de las ciudades más verdes de Alemania: el bosque urbano Eilenriede es de los mayores de Europa y al noroeste del centro se encuentran los Jardines de la Casa Señorial (Königlichen Gärten Herrenhausen) creados en 1666 por Sofía, princesa del Palatinado. Es uno de los jardines barrocos más bellos y más grandes de Alemania. Junto a Herrenhausen se halla el jardín botánico de estilo inglés, Berggarten, que muestra orquídeas, cactus y el ecosistema tropical en un invernadero. Uno de los puntos estrella es el concurso de fuegos artificiales en verano.
A un par de kilómetros al este del centro está el Zoo de Hannover, uno de los más antiguos y espectaculares de Alemania. Alberga unos 2000 animales en seis mundos zoológicos, que recrean magníficamente su hábitat natural sin barreras visibles. Hay hasta ocho espectáculos al día, recorrido en barco por África, camino de aventura, camino de la evolución, safaris guiados, etc.
En los alrededores de Hannover hay también lugares interesantes que visitar, como Wedemark al norte, Burgdorf al este, Springe o Hamelín (ciudad del cazador de ratas) al sur o Wunstorf al oeste, cerca del lago Steinhude (Steinhuder Meer).

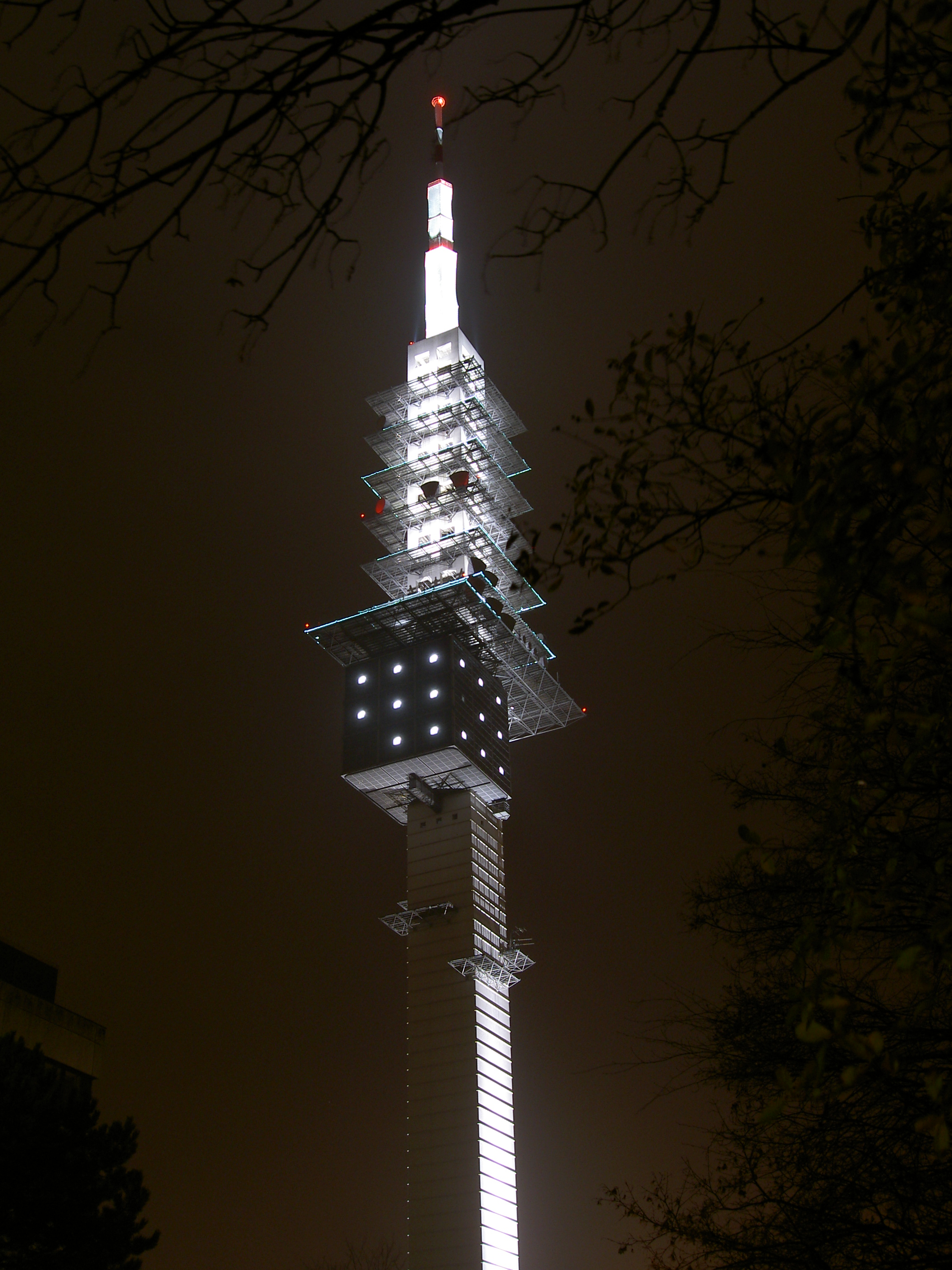
Torre de televisión

En el centro de Hannover nos encontramos un lago artificial. El lago Maschsee, que mide de circunferencia 6 km, su construcción fue ordenada por Adolf Hitler en el año 1930 y finalizó en el 1936.
- Escuela jardín botánico del municipio de Hanóver

## Deportes
Hannover fue ciudad-sede de la Copa Mundial de Fútbol de 1974, la Eurocopa 1988, Copa Confederaciones 2005 y de la Copa Mundial de Fútbol de 2006
| Equipo             | Deporte            | Competición             | Estadio   | Creación |
| ------------------ | ------------------ | ----------------------- | --------- | -------- |
| Hannover 96        | Fútbol             | 2. Bundesliga           | HDI Arena | 1896     |
| Hannover Scorpions | Hockey sobre hielo | Deutsche Eishockey Liga | TUI Arena | 1975     |

## Ciudad ferial
Hannover posee en la actualidad el recinto ferial más grande de Alemania, el Deutsche Messe Hannover, que cuenta con 1.000.000 de m² y 27 recintos cubiertos. Una de las tantas ferias que se celebran aquí es la Feria de la Informática de Hannover, conocida como CeBIT, el acontecimiento anual más relevante para la industria de la informática en Europa, que recibe cada marzo a unos 500.000 visitantes. En el mismo recinto se celebró la Exposición Universal en el 2000.

## Transporte público
Hannover ofrece una extensa red de transporte público, incluyendo metro (U-Bahn), trenes de cercanías (S-Bahn), tranvías y autobuses. El desarrollo de esta red de transporte público se comenzó a gestar en los años 60 y se consolidó en los 90 con la celebración de la EXPO 2000.
La estación central de trenes (Hauptbahnhof – Hbf) se encuentra en pleno centro de la ciudad. La estación de Kröpcke es una de las más importantes de la ciudad, ya que en ella cruzan todas las líneas de tranvía.

## Hanoverianos ilustres
| - Hannah Arendt, politóloga y filósofo - Per Mertesacker, futbolista - Dirk Hillbrecht, político - William Herschel, astrónomo - Carolina Herschel, astrónoma - Otto Fritz Meyerhof, fisiólogo - Lena Meyer-Landrut, cantante, ganadora del Festival de la Canción de Eurovisión 2010 - Erdoğan Atalay, actor - Klaus Meine, vocalista del grupo Scorpions | - Gerhard Schröder, político, ex Canciller de Alemania - Christian Wulff, político, ex Presidente de Alemania |

### Bandas musicales originarias de Hannover
- Celebrate the Nun banda de new wave
- Scorpions banda de heavy metal y hard rock
- Eloy banda de rock progresivo
- Marquess banda de pop

## Ciudades hermanadas
Hannover está hermanada con las siguientes ciudades:
- Blantyre (Malaui)
- Bristol (Reino Unido)
- Hiroshima (Japón)
- La Plata (Argentina)
- Leipzig (Alemania)
- Perpiñán (Francia)
- Poznań (Polonia)
- Ruan (Francia)